# Xanthocryptus vesiculosus
Xanthocryptus vesiculosus är en stekelart som först beskrevs av Brulle 1846.  Xanthocryptus vesiculosus ingår i släktet Xanthocryptus och familjen brokparasitsteklar. Inga underarter finns listade i Catalogue of Life.